# Gran Premio motociclistico delle Nazioni 1987
Il Gran Premio motociclistico delle Nazioni 1987 fu la quarta gara del motomondiale 1987. Si disputò il 24 maggio 1987 sull'Autodromo nazionale di Monza e vide le vittorie di Wayne Gardner nella classe 500, di Anton Mang nella classe 250, di Fausto Gresini nella classe 125 e di Jorge Martínez nella classe 80.

## Classe 500

### Arrivati al traguardo
| Pos | Pilota              | Moto      | Giri | Tempo     | Griglia | Punti |
| --- | ------------------- | --------- | ---- | --------- | ------- | ----- |
| 1   | Wayne Gardner       | Honda     | 24   | 44:04.810 | 1       | 15    |
| 2   | Eddie Lawson        | Yamaha    | 24   | +15.660   | 2       | 12    |
| 3   | Christian Sarron    | Yamaha    | 24   | +32.460   | 5       | 10    |
| 4   | Robert McElnea      | Yamaha    | 24   | +32.490   | 6       | 8     |
| 5   | Ron Haslam          | Elf-Honda | 24   | +32.550   | 4       | 6     |
| 6   | Tadahiko Taira      | Yamaha    | 24   | +40.480   | 3       | 5     |
| 7   | Pierfrancesco Chili | Honda     | 24   | +1:01.890 | 7       | 4     |
| 8   | Kevin Schwantz      | Suzuki    | 24   | +1:02.190 | 13      | 3     |
| 9   | Raymond Roche       | Cagiva    | 24   | +1:06.000 | 9       | 2     |
| 10  | Niall Mackenzie     | Honda     | 24   | +1:06.260 | 10      | 1     |
| 11  | Roger Burnett       | Honda     | 24   | +1:33.060 | 14      |       |
| 12  | Manfred Fischer     | Honda     | 23   | +1 giro   | 12      |       |
| 13  | Richard Scott       | Honda     | 23   | +1 giro   | 15      |       |
| 14  | Bruno Kneubühler    | Honda     | 23   | +1 giro   | 22      |       |
| 15  | Massimo Broccoli    | Honda     | 23   | +1 giro   | 28      |       |
| 16  | Marco Papa          | Honda     | 23   | +1 giro   | 26      |       |
| 17  | Fabio Barchitta     | Honda     | 23   | +1 giro   | 29      |       |
| 18  | Alessandro Valesi   | Honda     | 23   | +1 giro   | 23      |       |
| 19  | Vittorio Gibertini  | Suzuki    | 23   | +1 giro   | 32      |       |
| 20  | Fabio Biliotti      | Honda     | 22   | +2 giri   | 18      |       |
| 21  | Vittorio Scatola    | Paton     | 22   | +2 giri   | 33      |       |
| 22  | Esko Kuparinen      | Honda     | 22   | +2 giri   | 36      |       |

### Ritirati
| Pilota              | Moto       | Giri | Motivo ritiro | Griglia |
| ------------------- | ---------- | ---- | ------------- | ------- |
| Randy Mamola        | Yamaha     | 23   | Caduta        | 8       |
| Didier de Radiguès  | Cagiva     | 19   |               | 19      |
| Gustav Reiner       | Honda      | 17   |               | 16      |
| Gerold Fischer      | Honda      | 14   |               | 34      |
| Marco Marchesani    | Suzuki     | 9    |               | 27      |
| Shunji Yatsushiro   | Honda      | 4    |               | 11      |
| Marco Gentile       | Fior-Honda | 4    |               | 21      |
| Wolfgang von Muralt | Suzuki     | 3    |               | 25      |
| Daniel Amatriaín    | Honda      | 3    |               | 30      |
| Thierry Rapicault   | Honda      | 2    |               | 24      |
| Andreas Leuthe      | Honda      | 1    |               | 37      |
| Kenny Irons         | Suzuki     | 0    |               | 20      |

### Non partiti
| Pilota           | Moto   | Griglia |
| ---------------- | ------ | ------- |
| Kenny Roberts    | Yamaha | 17      |
| Simon Buckmaster | Honda  | 31      |
| Maarten Duyzers  | Honda  | 35      |

### Non qualificati
| Pilota            | Moto   |
| ----------------- | ------ |
| Leandro Becheroni | Suzuki |
| Josef Doppler     | Honda  |
| Steve Manley      | Suzuki |
| Alan Jeffery      | Suzuki |
| Christoph Bürki   | Honda  |
| Tony Carey        | Suzuki |
| Larry Vacondio    | Suzuki |

## Classe 250

### Arrivati al traguardo
| Pos | Pilota               | Moto      | Tempo     | Griglia | Punti |
| --- | -------------------- | --------- | --------- | ------- | ----- |
| 1   | Anton Mang           | Honda     | 35:10.630 | 6       | 15    |
| 2   | Reinhold Roth        | Honda     | +0.200    | 2       | 12    |
| 3   | Dominique Sarron     | Honda     | +0.560    | 7       | 10    |
| 4   | Jacques Cornu        | Honda     | +0.780    | 4       | 8     |
| 5   | Sito Pons            | Honda     | +5.520    | 12      | 6     |
| 6   | Carlos Lavado        | Yamaha    | +5.700    | 3       | 5     |
| 7   | Carlos Cardús        | Honda     | +15.600   | 8       | 4     |
| 8   | Patrick Igoa         | Yamaha    | +22.450   | 5       | 3     |
| 9   | Maurizio Vitali      | Garelli   | +30.480   | 10      | 2     |
| 10  | Guy Bertin           | Honda     | +30.800   | 16      | 1     |
| 11  | Luca Cadalora        | Yamaha    | +45.380   | 9       |       |
| 12  | Stefano Caracchi     | Honda     | +45.740   | 14      |       |
| 13  | Hans Lindner         | Honda     | +46.080   | 19      |       |
| 14  | Donnie McLeod        | EMC/Rotax | +46.180   | 18      |       |
| 15  | Stéphane Mertens     | Honda     | +50.050   | 17      |       |
| 16  | Andreas Preining     | Rotax     | +50.280   | 26      |       |
| 17  | Jean-Philippe Ruggia | Yamaha    | +50.760   | 15      |       |
| 18  | Manfred Herweh       | Honda     | +1:08.120 | 24      |       |
| 19  | Massimo Matteoni     | Honda     | +1:08.230 | 27      |       |
| 20  | Harald Eckl          | Honda     | +1:09.380 | 23      |       |
| 21  | Jochen Schmid        | Yamaha    | +1:09.810 | 33      |       |
| 22  | René Delaby          | Yamaha    | +1:23.990 | 31      |       |
| 23  | Marcellino Lucchi    | Honda     | +1:24.160 | 25      |       |
| 24  | Urs Luzi             | Honda     | +1:49.500 | 35      |       |
| 25  | Josef Hutter         | Honda     | +1:50.290 | 30      |       |
| 26  | Graham Singer        | Rotax     | +1 giro   | 37      |       |

### Ritirati
| Pilota                 | Moto      | Motivo ritiro | Griglia |
| ---------------------- | --------- | ------------- | ------- |
| Bruno Bonhuil          | Honda     |               | 29      |
| Juan Garriga           | Yamaha    | Caduta        | 11      |
| Jean-Michel Mattioli   | Yamaha    |               | 20      |
| Loris Reggiani         | Aprilia   |               | 1       |
| Ivan Palazzese         | Yamaha    |               | 22      |
| Marcello Iannetta      | Yamaha    |               | 28      |
| Jean-Louis Guignabodet | Honda     |               | 32      |
| Fabrizio Pirovano      | Yamaha    |               | 34      |
| Nedy Crotta            | Armstrong |               | 36      |

### Non partiti
| Pilota              | Moto       | Griglia |
| ------------------- | ---------- | ------- |
| Jean-François Baldé | Defi-Rotax | 13      |
| Massimo Messere     | Yamaha     | 21      |

### Non qualificati
| Pilota              | Moto   |
| ------------------- | ------ |
| Gary Cowan          | Honda  |
| Jean Foray          | Yamaha |
| Andrea Borgonovo    | Honda  |
| Alberto Rota        | Honda  |
| Hervé Duffard       | Honda  |
| Alain Bronec        | Honda  |
| Andrea Brasini      | Honda  |
| Fabrizio Furlan     | Yamaha |
| Philippe Pagano     | Honda  |
| Kevin Mitchell      | Yamaha |
| Fausto Ricci        | Honda  |
| Renzo Colleoni      | Honda  |
| Tony Rogers         | Yamaha |
| Englebert Neumair   | Rotax  |
| Claudio Antonellini | Honda  |
| Paolo Aita          | Honda  |
| Manuel González     | Yamaha |
| Janez Pintar        | Honda  |
| Gilberto Gambelli   | Honda  |
| Robin Appleyard     | Honda  |
| Massimo Sirianni    | Yamaha |

## Classe 125

### Arrivati al traguardo
| Pos | Pilota                 | Moto          | Tempo     | Griglia | Punti |
| --- | ---------------------- | ------------- | --------- | ------- | ----- |
| 1   | Fausto Gresini         | Garelli       | 37:23.630 | 2       | 15    |
| 2   | Bruno Casanova         | Garelli       | +0.160    | 1       | 12    |
| 3   | August Auinger         | MBA           | +0.490    | 5       | 10    |
| 4   | Domenico Brigaglia     | Moto AGV      | +27.210   | 4       | 8     |
| 5   | Pier Paolo Bianchi     | MBA           | +33.130   | 3       | 6     |
| 6   | Andrés Sánchez         | Ducados       | +33.870   | 7       | 5     |
| 7   | Jussi Hautaniemi       | MBA           | +40.270   | 6       | 4     |
| 8   | Lucio Pietroniro       | MBA           | +46.680   | 8       | 3     |
| 9   | Corrado Catalano       | MBA           | +1:12.410 | 20      | 2     |
| 10  | Olivier Liégeois       | Assmex        | +1:18.750 | 14      | 1     |
| 11  | Mike Leitner           | MBA           | +1:19.140 | 12      |       |
| 12  | Johnny Wickström       | MBA (Tunturi) | +1:20.740 | 15      |       |
| 13  | Gastone Grassetti      | MBA           | +1:22.360 | 13      |       |
| 14  | Adi Stadler            | MBA           | +1:22.490 | 9       |       |
| 15  | Jean-Claude Selini     | MBA           | +1:31.040 | 17      |       |
| 16  | Willy Pérez            | MBA (Zanella) |           | 10      |       |
| 17  | Jacques Hutteau        | MBA           | +1:36.380 | 16      |       |
| 18  | Claudio Macciotta      | MBA           | +1:36.460 | 18      |       |
| 19  | Håkan Olsson           | MBA           | +1 giro   | 27      |       |
| 20  | Fernando Gonzales      | JJ-Cobas      | +1 giro   | 25      |       |
| 21  | Esa Kytölä             | MBA           | +1 giro   | 19      |       |
| 22  | Iván Troisi            | MBA           | +1 giro   | 26      |       |
| 23  | Christian Le Badezet   | MBA           | +1 giro   | 23      |       |
| 24  | Marco Cipraini         | MBA           | +1 giro   | 34      |       |
| 25  | Thomas Møller-Pedersen | MBA           | +1 giro   | 33      |       |
| 26  | Hubert Abold           | Honda         | +1 giro   | 28      |       |
| 27  | Stefano Bianchi        | MBA           | +1 giro   | 24      |       |
| 28  | Peter Balaz            | MBA           | +1 giro   | 32      |       |
| 29  | Norbert Peschke        | MBA           | +5 giri   | 21      |       |

### Ritirati
| Pilota            | Moto    | Motivo ritiro | Griglia |
| ----------------- | ------- | ------------- | ------- |
| Thierry Feuz      | LCR-MBA |               | 11      |
| Luciano Garagnani | MBA     |               | 36      |
| Flemming Kistrup  | MBA     |               | 29      |
| Robin Milton      | MBA     |               | 30      |
| Karl Dauer        | MBA     |               | 35      |
| Emilio Cuppini    | Honda   |               | 32      |

### Non partito
| Pilota       | Moto | Griglia |
| ------------ | ---- | ------- |
| Peter Sommer | MBA  | 22      |

### Non qualificati
| Pilota             | Moto    |
| ------------------ | ------- |
| Paul Bordes        | MBA     |
| Ezio Gianola       | Honda   |
| Robin Appleyard    | MBA     |
| Ian McConnachie    | MBA     |
| Fernando Hernández | Benetti |
| Bady Hassaine      | MBA     |
| Allan Scott        | EMC     |

## Classe 80

### Arrivati al traguardo
| Pos | Pilota             | Moto     | Tempo     | Griglia | Punti |
| --- | ------------------ | -------- | --------- | ------- | ----- |
| 1   | Jorge Martínez     | Derbi    | 28:47.310 | 1       | 15    |
| 2   | Manuel Herreros    | Derbi    | +11.200   | 5       | 12    |
| 3   | Stefan Dörflinger  | Krauser  | +11.330   | 2       | 10    |
| 4   | Hubert Abold       | Krauser  | +28.230   | 6       | 8     |
| 5   | Jörg Seel          | Seel     | +30.240   | 11      | 6     |
| 6   | Juhász Károly      | Krauser  | +31.880   | 7       | 5     |
| 7   | Paolo Priori       | Krauser  | +48.310   | 13      | 4     |
| 8   | Günter Schirnhofer | Krauser  | +1:01.140 | 10      | 3     |
| 9   | Luis Miguel Reyes  | Autisa   | +1:06.040 | 8       | 2     |
| 10  | Gerhard Waibel     | Krauser  | +1:23.420 | 3       | 1     |
| 11  | Giuseppe Ascareggi | BBFT     | +1:24.900 | 20      |       |
| 12  | Wilco Zeelenberg   | Casal    | +1:25.510 | 14      |       |
| 13  | Felix Rodríguez    | JJ-Cobas | +1:40.530 | 22      |       |
| 14  | Raimo Lipponen     | Krauser  | +1:40.640 | 18      |       |
| 15  | Richard Bay        | Casal    | +1:50.960 | 12      |       |
| 16  | Rainer Kunz        | Kroko    | +1:56.230 | 16      |       |
| 17  | Mario Stocco       | Faccioli | +2:00.160 | 25      |       |
| 18  | Serge Julin        | Casal    | +2:00.250 | 27      |       |
| 19  | Mario Scalinci     | HuVo     | +2:12.300 | 30      |       |
| 20  | Reiner Koster      | Kroko    | +2:18.260 | 26      |       |
| 21  | Jos van Dongen     | Krauser  | +1 giro   | 23      |       |
| 22  | René Dünki         | Krauser  | +1 giro   | 21      |       |
| 23  | Chris Baert        | Seel     | +1 giro   | 24      |       |
| 24  | Claudio Granata    | Autisa   | +1 giro   | 31      |       |

### Ritirati
| Pilota             | Moto     | Motivo ritiro | Griglia |
| ------------------ | -------- | ------------- | ------- |
| Ian McConnachie    | Krauser  |               | 4       |
| Alex Barros        | Arbizu   |               | 19      |
| Stuart Edwards     | Casal    |               | 33      |
| Josef Fischer      | Krauser  |               | 9       |
| Vincenzo Saffiotti | UFO      |               | 32      |
| Herri Torrontegui  | JJ-Cobas |               | 17      |
| Thomas Engl        | Esch     |               | 29      |

### Non partiti
| Pilota            | Moto    | Griglia |
| ----------------- | ------- | ------- |
| Juan Ramón Bolart | Krauser | 15      |
| Paul Bordes       | RB      | 28      |

### Non qualificati
| Pilota            | Moto    |
| ----------------- | ------- |
| Nicola Casadei    | Unimoto |
| Salvatore Milano  | Krauser |
| Francesco Fantini | RB      |